# قائمة أنواع القوقال
يوجد عدة أنواع من جنس القوقال:	
- قوقال عريض الثمار (الاسم العلمي:Caucalis platycarpos)
- قوقال بيشوفي (الاسم العلمي:Caucalis platycarpos subsp. Bischoffii)
- قوقال إسباني (الاسم العلمي:Caucalis hispanica)
- قوقال أحمر الشعيرات (الاسم العلمي:Caucalis erythrotricha)
- قوقال أرجواني (الاسم العلمي:Caucalis purpurea)
- قوقال أصفر الشعيرات (الاسم العلمي:Caucalis xanthotricha)
- قوقال أفريقي (الاسم العلمي:Caucalis africana)
- قوقال أكبر (الاسم العلمي:Caucalis maxima)
- قوقال ثنائي السعف (الاسم العلمي:Caucalis bifrons)
- قوقال جزرياني (الاسم العلمي:Caucalis daucoides)
- قوقال حديباتي (الاسم العلمي:Caucalis tuberculata)
- قوقال خشن (الاسم العلمي:Caucalis scabra)
- قوقال خشن الأوبار (الاسم العلمي:Caucalis hispida)
- قوقال خشن السويق (الاسم العلمي:Caucalis aspera)
- قوقال دقيق الأوراق (الاسم العلمي:Caucalis leptophylla)
- قوقال رأس الرجاء (الاسم العلمي:Caucalis capensis)
- قوقال رقيق المقاطق (الاسم العلمي:Caucalis tenuisecta)
- قوقال رؤيسي (الاسم العلمي:Caucalis capitata)
- قوقال ستولزي (الاسم العلمي:Caucalis stolzii)
- قوقال سرفيلي (الاسم العلمي:Caucalis anthriscus)
- قوقال سرفيلي أنطرسكي (الاسم العلمي:Caucalis scandix-anthriscus)
- قوقال شعري البذور (الاسم العلمي:Caucalis trichosperma)
- قوقال صغير الأزهار (الاسم العلمي:Caucalis parviflora)
- قوقال طورجينياني (الاسم العلمي:Caucalis turgenioides)
- قوقال طويل السبلة (الاسم العلمي:Caucalis longisepala)
- قوقال عالي (الاسم العلمي:Caucalis elata)
- قوقال عريض الأوراق (الاسم العلمي:Caucalis latifolia)
- قوقال عقدي (الاسم العلمي:Caucalis nodosa)
- قوقال عقدي الأزهار (الاسم العلمي:Caucalis nodiflora)
- قوقال غيلاردوتي (الاسم العلمي:Caucalis gaillardotii)
- قوقال فونتانيسي (الاسم العلمي:Caucalis fontanesii)
- قوقال قزمي (الاسم العلمي:Caucalis pumila)
- قوقال قصير (الاسم العلمي:Caucalis humilis)
- قوقال قلبي السبلة (الاسم العلمي:Caucalis cordisepala)
- قوقال كندارجي (الاسم العلمي:Caucalis candargyi)
- قوقال كندي (الاسم العلمي:Caucalis canadensis)
- قوقال ماريلندي (الاسم العلمي:Caucalis marilandica)
- قوقال متطاول (الاسم العلمي:Caucalis elongata)
- قوقال متغاير الثمار (الاسم العلمي:Caucalis heterocarpa)
- قوقال متماثل الأوراق (الاسم العلمي:Caucalis homaeophylla)
- قوقال معدي (الاسم العلمي:Caucalis infesta)
- قوقال موريتاني (الاسم العلمي:Caucalis mauritanica)
- قوقال ياباني (الاسم العلمي:Caucalis japonica)
- (الاسم العلمي:Caucalis coniifolia)
- (الاسم العلمي:Caucalis hordeicarpa)
- (الاسم العلمي:Caucalis lappulacea)
- (الاسم العلمي:Caucalis praetermissa)
- (الاسم العلمي:Caucalis sanicula)
- (الاسم العلمي:Caucalis tenerrima)